# Solo Sunny
Pour plus de détails, voir Fiche technique et Distribution.
Solo Sunny est un film dramatique et musical est-allemand co-réalisé par Konrad Wolf et Wolfgang Kohlhaase et sorti en 1980.

## Synopsis
En République démocratique allemande (RDA), à la fin des années 1970, Ingrid, une ouvrière, devient chanteuse populaire et effectue des tournées dans des clubs et se produit dans des festivals sous le nom de scène de Sunny. Elle semble avoir réussi mais n'est pas satisfaite de sa vie privée. Cependant, malgré tous les revers et les difficultés de sa vie professionnelle et personnelle, elle persiste à rêver et s'évertue à oublier la réalité de la vie en RDA et à ne pas perdre espoir.
Harry, un chauffeur de taxi, veut l'épouser, mais sa façon de vouloir gagner rapidement de l'argent entraîne un refus. Le joueur de saxophone du groupe, blessé, est remplacé par Ralph, un musicien philosophe. Sunny tombe rapidement sous son charme. Elle quitte le groupe après une altercation avec Norbert, un des membres du groupe. Voulant trouver le réconfort auprès de Ralph, elle se rend compte que celui-ci a une aventure avec une autre femme. La seule qui se tient à côté d'elle est son amie Christina. Elle reprend son ancienne profession, qu'elle quitte bientôt pour recommencer à jouer avec un nouveau groupe.

## Fiche technique
- Titre original : Solo Sunny
- Réalisation : Konrad Wolf, Wolfgang Kohlhaase
- Scénario : Wolfgang Kohlhaase, Dieter Wolf (dramatisation)
- Producteur : Herbert Ehler
- Musique : Günther Fischer (de)
- Photographie : Eberhard Geick
- Montage : Evelyn Carow
- Direction artistique :
- Société de production : DEFA
- Costumes : Rita Bieler
- Pays de production :  Allemagne de l'Est
- Langue de tournage : allemand
- Durée : 102 minutes (1h42)
- Genre : Drame musical
- Date de sortie :
  - Allemagne de l'Est : 18 janvier 1980
  - Allemagne de l'Ouest : 10 avril 1980
  - Hongrie : 13 août 1981

## Distribution
- Renate Krößner : Sunny
- Alexander Lang : Ralph
- Dieter Montag (de) : Harry
- Heide Kipp (de) : Christine
- Klaus Brasch (de) : Norbert
- Hansjürgen Hürrig (de) : Hubert
- Harald Warmbrunn (de) : Benno
- Olaf Mierau : Udo
- Ursula Braun (de) : Frau Pfeiffer
- Regine Doreen : Monika
- Klaus Händel : Bernd
- Rolf Pfannenstein : Ernesto
- Bernd Stegemann : Detlev
- Fred Düren (de) : le docteur
- Ulrich Anschütz (de) : le graphiste
- Michael Christian (de) : l'homme
- Thomas Neumann (de) : le policier (Volkspolizist)
- Johanna Schall : la nouvelle
- Lothar Warneke : Zapfer
- Uwe Zerbe (de) : le maître

## Tournage
Le film a été tourné à Berlin-Prenzlauer Berg et dans les Malmöer Strasse, Gleimstraße et Kopenhagener Straße (de), toutes à Berlin-Est. Les séquences musicales ont été tournées aux studios de Babelsberg.

## Bande son
La bande originale du film a été réalisée en collaboration entre le musicien et compositeur Günther Fischer (de) et la chanteuse de jazz Regine Dobberschütz qui chante tous les morceaux du film. La bande originale de Solo Sunny est le plus grand succès de Dobberschütz.